# Beate Weber-Schuerholz

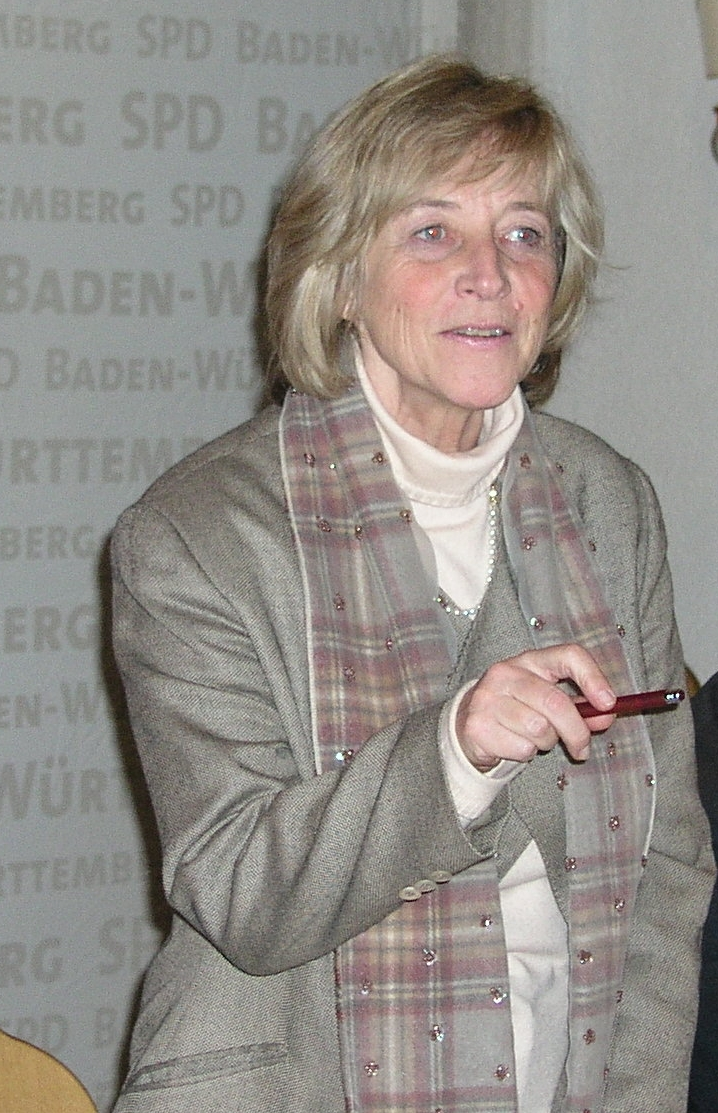
Beate Weber (2006)

Beate Weber-Schuerholz (* 12. Dezember 1943 in Reichenberg) ist eine deutsche Lehrerin und Politikerin (SPD). Sie war ab der Europawahl 1979 bis zum Jahr 1990 Mitglied des Europäischen Parlaments, auch als Vorsitzende des Ausschusses für Umweltfragen, Gesundheits- und Verbraucherschutz. Danach war sie sechzehn Jahre lang Oberbürgermeisterin ihrer Heimatstadt Heidelberg (1990–2006).

## Leben
Weber wurde im Dezember 1943 in Reichenberg (Reichsgau Sudetenland, heute Tschechien) geboren und verbrachte ihre Kindheit in Heidelberg und die Schulzeit in Mülheim, Essen und Dortmund. Sie studierte in den Jahren 1963 bis 1966 Russisch und Englisch am Dolmetscherinstitut der Universität Heidelberg, danach bis 1968 Englisch und Soziologie an der Pädagogischen Hochschule Heidelberg. In den Jahren 1968 bis 1979 war sie als Grund- und Hauptschullehrerin an der Internationalen Gesamtschule Heidelberg sowie an der Waldparkschule Heidelberg tätig. Sie ist geschieden und Mutter einer Tochter. Im Jahr 2012 heiratete sie wieder und nahm den Namen Weber-Schuerholz an.

## Politik
Weber ist seit 1970 Mitglied der SPD. Von 1975 bis 1985 war sie Mitglied des Heidelberger Gemeinderats. Bei den ersten Wahlen zum Europäischen Parlament 1979 kandidierte sie erfolgreich auf der Liste der SPD, wurde mehrfach wiedergewählt und war von 1979 bis 1990 ununterbrochen Mitglied des Europäischen Parlaments, wobei sie von 1979 bis 1984 als stellvertretende Vorsitzende und von 1984 bis 1989 als Vorsitzende des Ausschusses für Umweltfragen, Gesundheits- und Verbraucherschutz amtierte. 1990 wählten die Heidelberger Beate Weber zur Oberbürgermeisterin. Sie war die erste Frau in dieser Position in Baden-Württemberg. 1998 wurde sie wiedergewählt, 2006 stellte sie sich nicht mehr zur Wahl. Von 1975 bis 2001 war sie Mitglied und stellvertretende Vorsitzende des Bundesparteirats der SPD und von 1994 bis 2002 Landesvorsitzende der Sozialdemokratischen Gemeinschaft für Kommunalpolitik (SGK) von Baden-Württemberg. Sie wurde 1998 kurzfristig sogar als mögliche Kandidatin für die Bundespräsidentschaft gehandelt.

### Umweltausschuss des Europäischen Parlaments
Mit ihrer Wahl ins Europäische Parlament wurde Weber-Schuerholz stellvertretende Vorsitzende des Ausschusses für Umweltfragen, Gesundheits- und Verbraucherschutz. Sie kritisierte unter anderem den ihrer Meinung nach zu laxen Umgang Deutschlands mit dioxinhaltigen Pflanzenschutzmitteln. Im Jahr 1984 übernahm sie den Vorsitz. Als der Rat der Europäischen Union 1985 über den Katalysator und Abgaswerte für Autos diskutierte, forderte sie schriftlich die Teilnahme an der Diskussion. Nachdem diese Bitte abgelehnt worden war, entschied sie sich zu einem Go-in, wurde jedoch herausgeworfen. Als 1987 die Reduzierung der Emission von Gasen diskutiert wurde, die für das Ozonloch verantwortlich gemacht wurden, blockierten die Umweltminister eine entsprechende Entscheidung. Beate Weber meinte, diese Entscheidung sei „rational gar nicht mehr nachzuvollziehen.“ Immer wenn ein Umweltproblem nicht national zu lösen sei, verhindere das EG-System internationale Lösungen. 1990 bezeichnete sie in der Diskussion um die Umweltverschmutzung der osteuropäischen Staaten die Europäische Umweltagentur als „reine Alibi-Veranstaltung“. Als sie wegen des Wahlerfolgs in Heidelberg das Parlament vor Ende der Legislaturperiode verließ, verklagte sie das Parlament auf Zahlung einer Übergangsvergütung.

### Oberbürgermeisterin in Heidelberg
In ihre Amtszeit fallen der Aufbau von stadtteilnahen Bürgerämtern (Rathauszweigstellen) und eine Rahmenplanung mit starker Bürgerbeteiligung für Stadt und alle Stadtteile. Weber setzte sich für den Ausbau des Öffentlichen Personennahverkehrs in der Stadt (Straßenbahnen, Nachtbusse und Frauennachttaxi-System) und Region (S-Bahn Rhein-Neckar ab 2003) sowie Radfahrstreifen auf Hauptverkehrsstraßen ein. In ihre Amtszeit fiel auch die Einführung eines Semestertickets für Studenten ab 1993. Stark umstritten war der Neubau der Straßenbahnstrecke in den Stadtteil Kirchheim, die im Jahr 2006 eröffnet wurde.
Kurz nach ihrem Amtsantritt wurde 1991 die Alte Glockengießerei – bis dahin ein Künstleratelier – den alternativen Heidelberger Gruppen zur vorübergehenden Nutzung überlassen, bis ein Investor für das Gelände gefunden wurde. Noch 1997 versprach Weber, dass die Stadt für einen Ersatz sorgen würde, wenn die Glockengießerei einer Neubebauung weichen würde.
Ab 1995 stand den Heidelberger Gruppen der ehemalige Bahnhof „Karlstorbahnhof“ zur Verfügung, für dessen Umbau zum Kulturzentrum sich Weber seit ihrem Amtsantritt eingesetzt hatte. Nach Räumung und Abriss der Glockengießerei im Jahr 1999 und der erst drei Jahre später folgenden Neubebauung konnten sich Stadt und Vertreter des „Autonomen Zentrums“ auf keine Alternative einigen. AZ-Vertreter werfen Weber seitdem vor, ihr Versprechen „keine Räumung ohne Ersatz“ gebrochen zu haben. Die Stadt hingegen kritisierte, dass die AZ-Vertreter zu hohe Ansprüche hatten. Zudem hätten Demonstrationen mit Hausbesetzungen für ein neues AZ dazu geführt, dass viele Heidelberger gegen ein neues AZ seien.
Auch den Ausbau von Kinderbetreuung, Senioren- und Jugendarbeit, Schule und Erziehung trieb Weber in ihrer Amtszeit voran. Selbst die bürgerliche Opposition im Gemeinderat lobte ihre Projekte im Bereich des Umwelt- und Klimaschutzes, Nachhaltigkeit und Kultur. Für ihr umweltpolitisches Engagement wurde sie 2007 mit dem Deutschen Umweltpreis ausgezeichnet. Zudem schloss Heidelberg 1991 und 1992 drei weitere Städtepartnerschaften mit Bautzen, Simferopol (Ukraine) und Kumamoto (Japan).
Erfolglos hingegen blieben die Versuche Webers, das seit 1981 geschlossene historische alte Hallenbad einer Nutzung zuzuführen. Die Pläne für ein Großkino, ein Kulturzentrum oder eine Wiedereröffnung als Schwimmbad wurden nicht verwirklicht. Mit dem im Gemeinderat beschlossenen Bau eines neuen Heidelberger Stadtteils mit dem Namen Bahnstadt konnte aufgrund von Verzögerungen bei der Finanzplanung in ihrer Amtszeit nicht mehr begonnen werden, obwohl der Einzug der ersten Bewohner der Bahnstadt bereits für den Jahreswechsel 2006/2007 geplant war. Auf Betreiben von Weber bemühte sich die Stadt Heidelberg seit 1996 auf die Welterbeliste der UNESCO zu kommen. Dieses Vorhaben scheiterte im Vorfeld 2005 und 2007, um 2008 endgültig aufgegeben zu werden.
Weitere Projekte wurden in ihrer Amtszeit geplant, aber noch nicht verwirklicht. Dies betrifft die „Stadt am Fluss“, eine verkehrsberuhigte Uferpromenade am Neckar, die vor allem an der Frage scheiterte, ob diese mit oder ohne Autotunnel zu verwirklichen sei. Der Bau der Straßenbahn ins Neuenheimer Feld verzögerte sich wegen des massiven Widerstandes der Universität. Weber wollte zudem ein Kongresszentrum am Hauptbahnhof, andere Politiker bevorzugten die Erweiterung der Stadthalle. Letzteres wurde 2009 von der Mehrheit der Wähler bei einer Volksbefragung abgelehnt. Das Stadttheater musste 2006 wegen Baufälligkeit vorübergehend geschlossen werden, im März 2008 wurden die Gewinner des Architektenwettbewerbs bekanntgegeben.

## Mitgliedschaften
- 1992–1993 Mitglied der „Kommission Zukunft Stadt 2000“ des Bundesbauministeriums
- 1993–1996 Mitglied der „Global Independent Commission on Population and Quality of Life“ von UNDP und UNESCO
- 1995–1996 Mitglied des Deutschen Nationalen Komitees HABITAT II des Bundesbauministeriums
- 1996 Gründungsmitglied der Vereinigung für Ökologische Ökonomie (VÖÖ)
- 1996–2002 Präsidentin der Deutschen Sektion des Internationalen Instituts für Verwaltungswissenschaften
- 1998–2000 Stellvertretende Vorsitzende des Fachbeirates der Zentralstelle für öffentliche Verwaltung der Deutschen Stiftung für Internationale Entwicklung
- 2000–2006 Mitglied im Vorstand von ICLEI – Local Governments for Sustainability
- 2000–2006 Mitglied im Vorstand des Städtetages Baden-Württemberg
- 2001–2006 Mitglied im Vorstand des Sparkassenverbandes Baden-Württemberg
- seit 2001 Mitglied im Vorstand der Theodor-Heuss-Stiftung
- 2002–2006 Mitglied des Verwaltungsrates der Kommunalen Gemeinschaftsstelle für Verwaltungsmanagement (KGSt)
- 2003–2006 Vorsitzende des Ausschusses für Wirtschaft und Europäischen Binnenmarkt des Deutschen Städtetages
- 2006 Mitglied, seit 2007 stellvertretende Vorsitzende des World Future Council
- 2008 Vorsitzende der Deutschen Gesellschaft der Freunde des Weizmann-Instituts[1]
- Mitglied im Kuratorium der Stiftung für Ökologie und Demokratie[21]

## Auszeichnungen
- 1996 Frau des Jahres (Mona Lisa/ZDF)
- 2000 Freeman of the City of London
- 2002 Chevalier de la Légion d’Honneur (Ritter der Ehrenlegion, Frankreich); Ehrenbürgerin der südafrikanischen Stadt Heidelberg
- 2003 Umweltpreis „Goldener Baum“ und „Botschafterin der Ökologie“, der Stiftung für Ökologie und Demokratie
- 2007 Verdienstmedaille des Landes Baden-Württemberg
- 2007 mit Hans Joachim Schellnhuber, Carl H. Schmitt und Jürgen Köhler: Deutscher Umweltpreis[22]
- 2009 Silberne Ehrennadel des Landesverbandes des Deutschen Jugendherbergswerks, Landesverband Baden-Württemberg
- 2012 Bundesverdienstkreuz 1. Klasse[23]
- 2012 Ehrenbürgerin der Stadt Heidelberg[3][24]
- 2015 Gothenburg Award for Sustainable Development[25][26]

## Schriften
- Beate Weber: Im Wurzelwerk der Demokratie. Ausgewählte Reden einer Oberbürgermeisterin 1990–2006. Mattes, Heidelberg 2006, ISBN 978-3-930978-99-1.